# العلاقات الأسترالية التيمورية الشرقية

توجد علاقات ثنائية بين أستراليا وتيمور الشرقية. كلا البلدين قريبان من جيران تربطهما علاقات سياسية وتجارية وثيقة. تقع تيمور الشرقية ، أصغر دول آسيا وأفقرها ، على بعد 610 كيلومترات شمال غرب مدينة داروين الأسترالية ، وقد لعبت أستراليا دورًا بارزًا في تاريخ الجمهورية الفتية.
قادت أستراليا الدعم الدولي لتيمور الشرقية خلال السنوات العشر الأولى من استقلالها ، ليس فقط كأكبر مانح ثنائي للمساعدة الإنمائية ، ولكن أيضًا من خلال توفير دور قيادي لضمان الأمن والاستقرار في البلاد.
قادت أستراليا القوة العسكرية التي ساعدت في استقرار البلاد بعد استقلالها عن إندونيسيا في عام 1999 وكانت مصدراً رئيسيًا للمساعدات منذ ذلك الحين. وفي السنوات الأخيرة العلاقات بين البلدين نتيجة فضيحة التجسس بين أستراليا وتيمور الشرقية.

## التاريخ

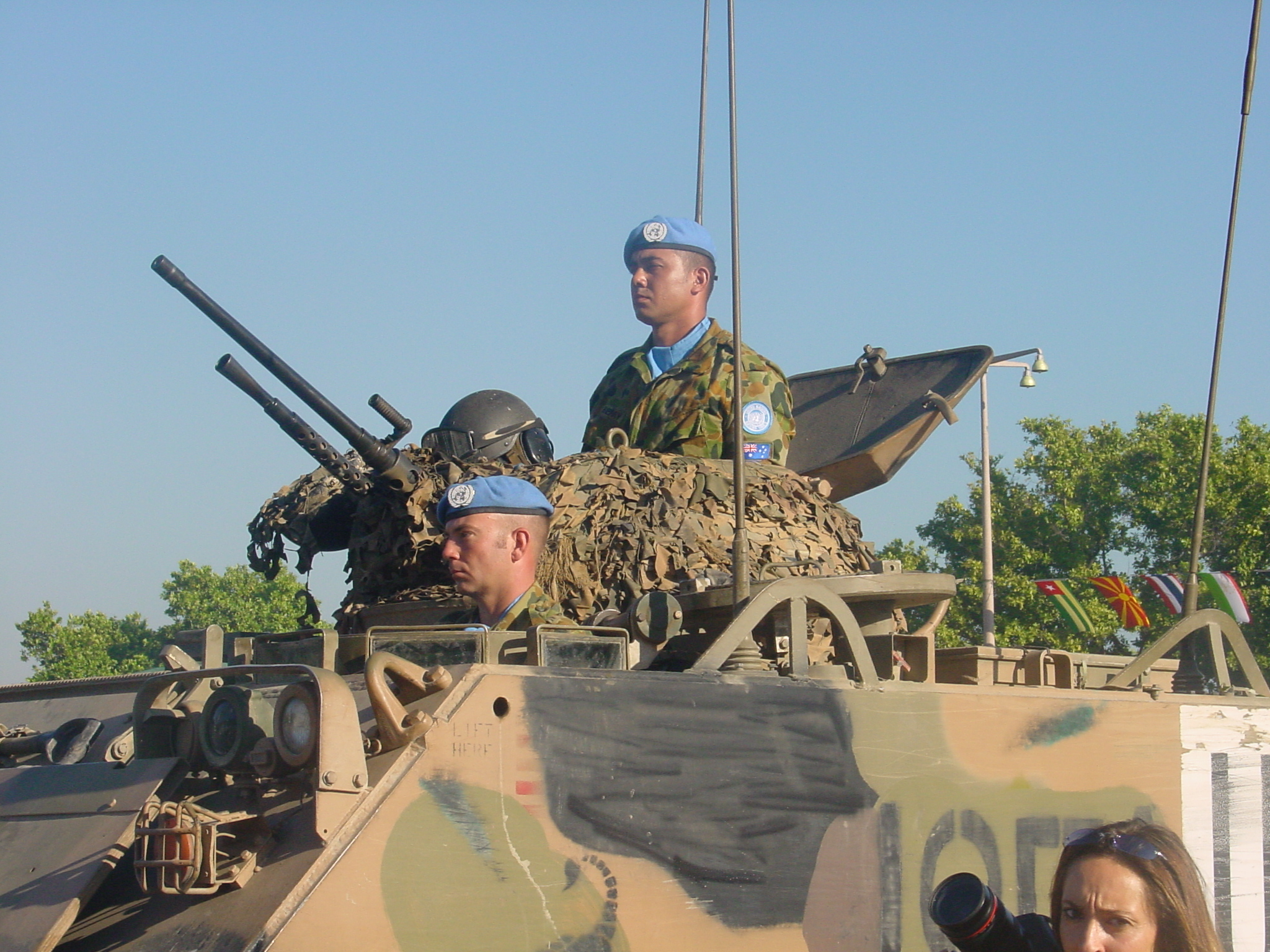
جنود أستراليون يشاركون في عمليات حفظ السلام التابعة للأمم المتحدة في تيمور الشرقية

قال رئيس الوزراء الأسترالي غوف ويتلام لإندونيسيا أن حكومته لن تعارض ضم تيمور الشرقية في عام 1975  وهو قرار سرعان ما ثبت أنه مثير للجدل في الداخل. في أكتوبر 1975 تدفقت القوات الإندونيسية عبر حدود تيمور الشرقية مع تيمور الغربية الإندونيسية في بلدة باليبو.
ومن بين القتلى على يد القوات الإندونيسية المتقدمة خمسة صحفيين مقرهم أستراليا، عُرفوا باسم خمسة باليبو. كان الكثيرون في أستراليا وأماكن أخرى  مقتنعين بأن قتل المراسلين العزل كان متعمدًا.  تم انتقاد الدعم الأسترالي في بعض الأحيان.
أبرمت أستراليا وإندونيسيا عدة عقود حول الحدود بين تيمور - ليشتي وأستراليا خلال فترة الاحتلال ، الأمر الذي تسبب في العديد من الخلافات بين تيمور الشرقية المستقلة وجارتها الأكبر. 
نالت تيمور الشرقية استقلالها في 20 مايو 2002 ، بعد 24 عامًا من الاحتلال الإندونيسي وثلاث سنوات من إدارة الأمم المتحدة. بدأت عملية استقلال تيمور الشرقية باستفتاء رتبته الأمم المتحدة وإندونيسيا والقوة الاستعمارية السابقة البرتغال للاختيار بين الحكم الذاتي داخل إندونيسيا أو الاستقلال. في نهاية المطاف ، صوتت تيمور - ليشتي بأغلبية ساحقة لصالح الاستقلال.  قادت أستراليا القوة الدولية في تيمور الشرقية خلال أزمة تيمور الشرقية التي أعقبت عام 1999 لوقف الميليشيات والجيش الإندونيسيين من مهاجمة المدنيين في تيمور الشرقية ، وإنشاء إدارة تابعة للأمم المتحدة.
منذ عام 2002 ، بدأت تيمور الشرقية كأول دولة جديدة ذات سيادة في القرن الحادي والعشرين. لقد تعمقت مشاركة أستراليا مع تيمور الشرقية منذ الاستقلال ، خاصة بعد الصراع الداخلي في عام 2006 وإرسال قوات حفظ سلام أسترالية.

### السفارة والقنصليات
تقع سفارة أستراليا في تيمور الشرقية في ديلي ، وتيمور الشرقية سفارة في كانبيرا. 
لتيمور الشرقية قنصليات في كل ولاية من ولايات أستراليا ؛ يتم شغل معظم هذه المناصب من قبل القناصل الفخريين. 

## زيارات رفيعة المستوى
كانت هناك عدة زيارات رفيعة المستوى بين أستراليا وتيمور - ليشتي:
- ديسمبر 2018 - زار رئيس الوزراء السابق زانانا جوسماو سيدني
- آب / أغسطس 2013 - زارت وزيرة التنمية الدولية آنذاك ميليسا بارك تيمور الشرقية
- يوليو 2013 - قام الرئيس تاور ماتان رواك بزيارة أستراليا
- فبراير 2013 - قام وزير الطاقة والموارد ووزير السياحة آنذاك مارتن فيرجسون بزيارة إلى تيمور الشرقية
- ديسمبر 2012 - زار وزير الخارجية آنذاك بوب كار تيمور الشرقية
- مايو 2012 - قامت الحاكم العام آنذاك السيدة كوينتين برايس إيه سي CVO ثم وزير شؤون المحاربين القدامى ، وارن سنودون ، بزيارة تيمور - ليشتي لحضور الذكرى السنوية العاشرة للاحتفالات باستقلال تيمور الشرقية
- فبراير 2012 - زار رئيس الوزراء زانانا غوسماو أستراليا
- يوليو 2011 - زار وزير الخارجية آنذاك كيفين رود تيمور الشرقية
- أبريل 2011 - زار وزير الدفاع آنذاك ستيفن سميث تيمور الشرقية
- كانون الأول (ديسمبر) 2010 - زار وزير الداخلية آنذاك بريندان أوكونور تيمور الشرقية
- أكتوبر 2010 - قام وزير الهجرة والمواطنة كريس بوين بزيارة إلى تيمور الشرقية
- يونيو 2010 - قام الرئيس آنذاك راموس أورتا بزيارة أستراليا برفقة ثلاثة وزراء

## الجيش
وصلت وحدات من قوات الدفاع الأسترالية إلى تيمور الشرقية في عام 1999 لإخماد أعمال الشغب والفوضى والقتال المنخفض المستوى الذي خلقته حملة الأرض المحروقة التي شنها الجيش الإندونيسي بعد انسحابه من حيازته السابقة في عام 1999.  قادت أستراليا عملية القوة الدولية في تيمور الشرقية في عام 1999، وقدمت قوات كبيرة إلى إدارة الأمم المتحدة الانتقالية اللاحقة في تيمور الشرقية والعمليات اللاحقة لها. كما أرسلت أستراليا قوات مقاتلة إلى البلاد في عام 2006 لقمع الاقتتال العرقي الذي شارك فيه رجال شرطة وجنود من تيمور الشرقية.  غادرت آخر قوات حفظ سلام أسترالية تيمور الشرقية في ديسمبر 2012.
تلقت قوات الدفاع في تيمور الشرقية المساعدة في مجال التدريب والمشورة وأشكال الدعم الأخرى من قوة الدفاع الأسترالية منذ عام 2001 كجزء من برنامج التعاون الدفاعي الأسترالي. اعتبارًا من عام 2015 ، تمركز 25 عسكريًا أستراليًا في تيمور الشرقية لتقديم هذه المساعدة. 

## العلاقات الاقتصادية والتجارية
في الفترة 2013-2014، تصدرت تيمور الشرقية المرتبة 118 كأكبر شريك تجاري للسلع في أستراليا، حيث بلغت قيمة تجارة البضائع الإجمالية 24 مليون دولار  كانت أستراليا وتيمور الشرقية على تعاون دولي في الزراعة مع أكبر صادرات زراعية لتيمور الشرقية هي القهوة. المحاصيل الزراعية الأخرى المحتملة هي الفانيليا والتوابل وجوز الشموع وزيت النخيل. 

القيمة الشهرية لصادرات البضائع الأسترالية إلى تيمور الشرقية (بملايين الدولارات الأسترالية) منذ عام 2002

### نزاعات النفط

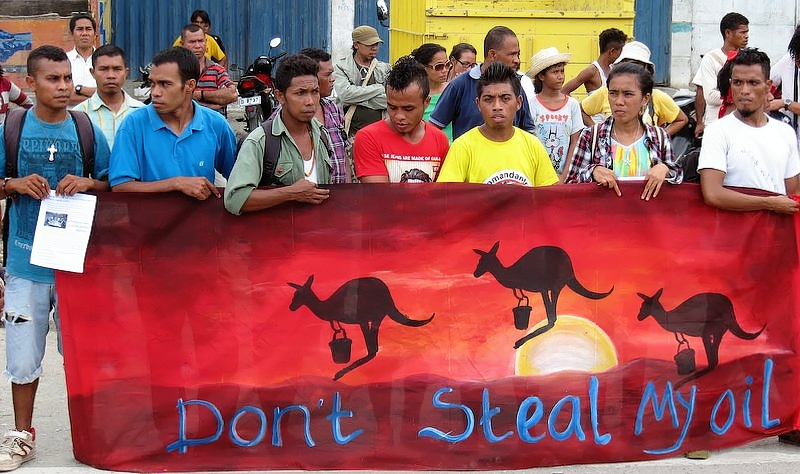
مظاهرة ضد استراليا ديسمبر 2013

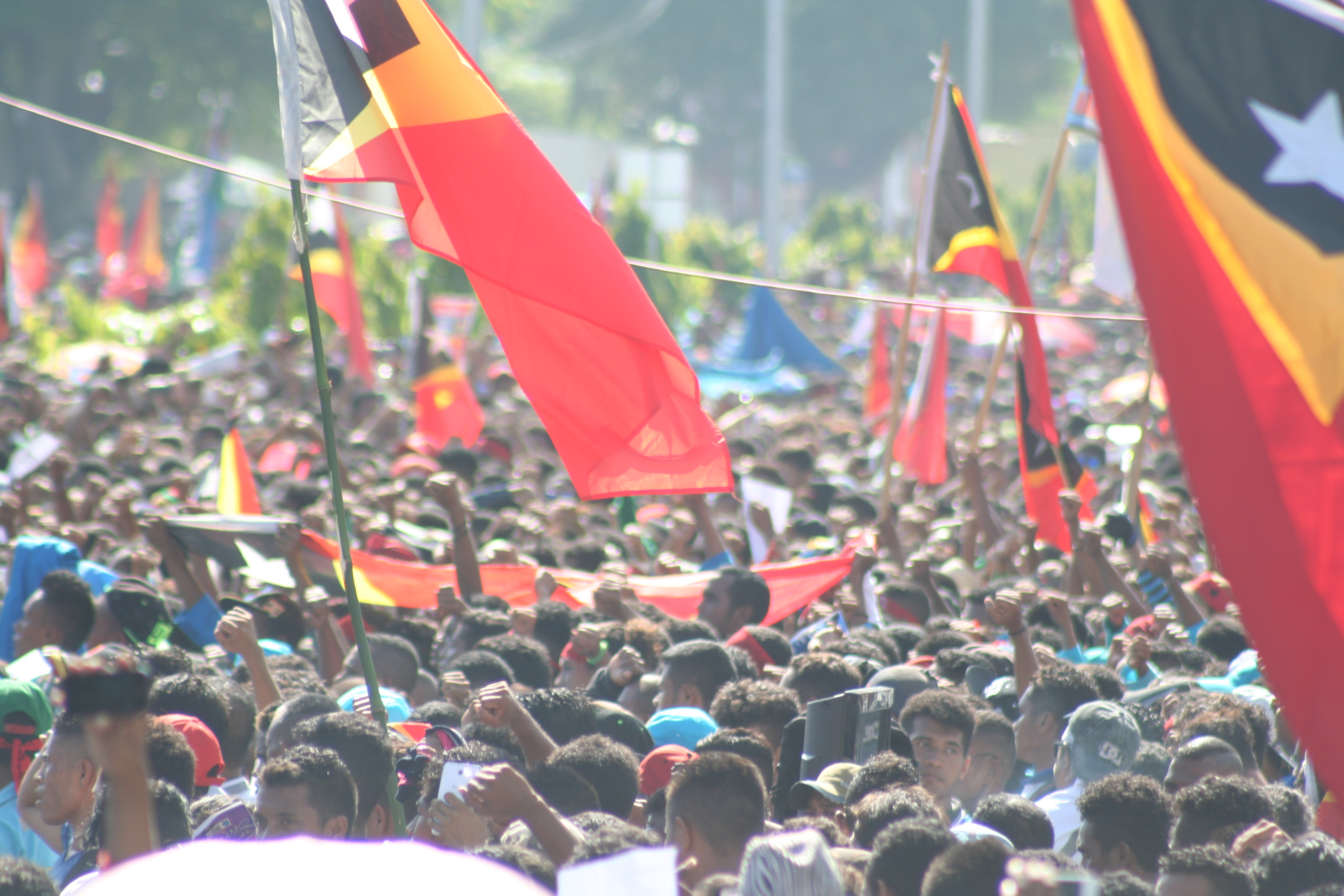
تظاهر أكثر من عشرة آلاف تيموري في عام 2016 في السفارة الأسترالية في ديلي

توجد احتياطيات ضخمة من النفط والغاز في البحر بين البلدين في منطقة تعرف باسم فجوة تيمور. إن الخلافات الإقليمية حول السيطرة على هذا المورد ، والتي يقدر بعض الجيولوجيين أنها قد تضخ أكثر من 10 مليارات دولار من النفط والغاز ، قد أثرت على الدبلوماسية مع تيمور الشرقية ، سواء عندما كانت حيازة إندونيسية أو منذ ذلك الحين. انفصلت أستراليا عن العديد من حلفائها واعترفت بضم إندونيسيا لتيمور الشرقية في عام 1976 فيما اعتبره المحللون على نطاق واسع في ذلك الوقت كمقابل لمعاهدة مواتية لأستراليا تشمل التنقيب عن النفط والغاز في المنطقة. منذ استقلال تيمور الشرقية ، كانت الخلافات حول الانقسام في ديلي عندما تم تطوير المورد أخيرًا تشكل ضغطًا عرضيًا على العلاقات الوثيقة بخلاف ذلك. 
تم الكشف في عام 2013 عن قيام جهاز المخابرات الأسترالية (ASIS) بزرع أجهزة تنصت للاستماع إلى حكومة تيمور الشرقية خلال المفاوضات حول حقول النفط والغاز في Great Sunrise.  في أعقاب فضيحة التجسس بين أستراليا وتيمور الشرقية ، رفعت تيمور الشرقية قضية في محكمة التحكيم الدائمة في لاهاي للانسحاب من معاهدة الغاز التي وقعتها مع أستراليا متهمةً الأخيرة بأن وكالة المخابرات الأسترالية ، جهاز المخابرات السرية الأسترالي (ASIS) ، حطمت غرفة مجلس الوزراء في تيمور الشرقية في ديلي في عام 2004. 
في 3 آذار / مارس 2014 ، رداً على طلب التيموريين الشرقيين للإشارة إلى التدابير المؤقتة ، أمرت محكمة العدل الدولية أستراليا بعدم التدخل في الاتصالات بين تيمور الشرقية ومستشاريها القانونيين في إجراءات التحكيم والمسائل ذات الصلة. 
بدأت مفاوضات جديدة حول الحدود البحرية في عام 2014.  وقع الطرفان اتفاقية منقحة في مارس 2018 ، منهية النزاع طويل الأمد. بالإضافة إلى ترسيم الحدود البحرية ، تضمن الاتفاقية 70-80٪ من الإيرادات لتيمور الشرقية و 20-30٪ من الإيرادات لأستراليا حسب مكان نقل الغاز بالأنابيب. 

### الترتيبات البحرية لبحر تيمور

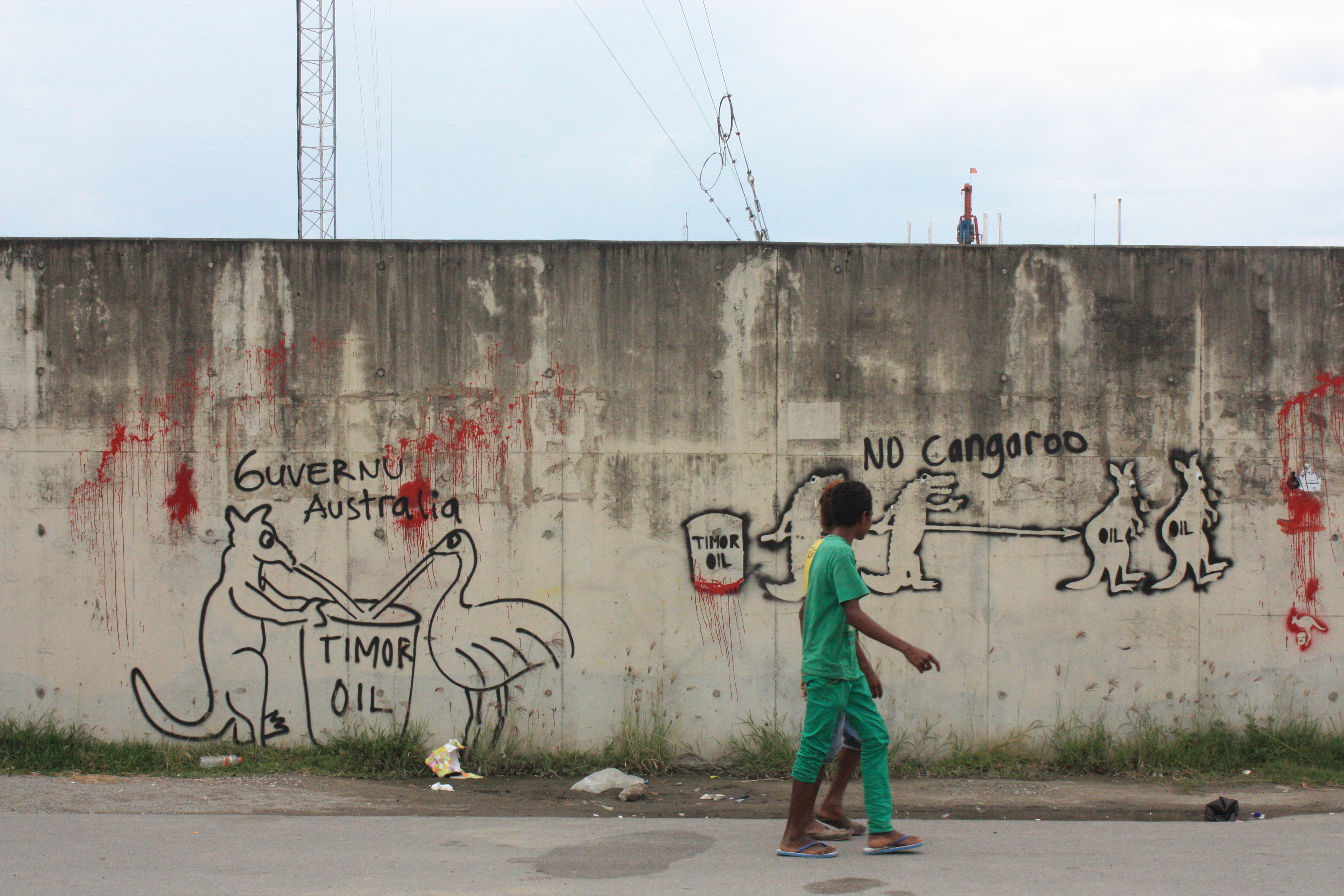
كتابات على جدار السفارة الأسترالية في ديلي (2014)

يوجد حاليًا بين أستراليا وتيمور - ليشتي ثلاث اتفاقيات تتعلق بالترتيبات البحرية مع بحر تيمور. معاهدة بحر تيمور بين حكومة تيمور الشرقية وحكومة أستراليا التي وقعت في ديلي ، 20 مايو 2001 ، ودخلت حيز التنفيذ في 2 أبريل 2003. هذه المعاهدة من أجل التنقيب المشترك وتطوير واستغلال الموارد البترولية من منطقة التنمية البترولية المشتركة (JPDA).[بحاجة لمصدر]</link>
تم التوقيع على معاهدة بشأن الترتيب البحري في بحر تيمور بين أستراليا والترتيب الديمقراطي في بحر تيمور في سيدني في 12 يناير 2006 ودخلت حيز التنفيذ في 23 فبراير 2007. تنص هذه المعاهدة على مشاركة متساوية في الإيرادات المستمدة من إنتاج البترول. 
اتفاق التوحيد الدولي لمنطقة شروق الشمس الكبرى هو اتفاق بين أستراليا وحكومة جمهورية تيمور الشرقية الديمقراطية فيما يتعلق بتوحيد حقول تروبادور شروق الشمس. هذه الاتفاقية الخاصة باستغلال حقلي البترول والغاز في بحر تيمور المعروفين باسم الشروق الأكبر، الشروق العظيم.

## المساعدات
كانت أستراليا أكبر شريك في التنمية مع تيمور الشرقية، حيث تعد تيمور الشرقية واحدة من أفقر الدول، حيث احتلت المرتبة 147 من أصل 187 دولة في مؤشر التنمية البشرية للأمم المتحدة. في العقد 2000-2010 ، كان من المقرر أن تقدم أستراليا حوالي 760 مليون دولار أسترالي كمساعدات مباشرة لتيمور الشرقية. 
في عام 2010 ، قال رئيس تيمور الشرقية خوسيه راموس هورتا إن 10 سنوات من المساعدات الخارجية، بما في ذلك من أستراليا، "لم يكن لها أي تأثير على تغيير حياة الناس"  في 2013-2014 ، كانت ميزانية المساعدة السنوية المقدرة من أستراليا إلى تيمور الشرقية 106 دولارًا أستراليًا مليون. 
اشترك كلا البلدين في اتفاق تيمور - ليشتي وأستراليا للتخطيط الاستراتيجي للتنمية (2011) ، حيث يعمل كلا البلدين معًا ، بتعاون وثيق ، لتحسين حياة جميع مواطني تيمور - ليشتي ، وبذلك تقوية الروابط بين شعبينا وبلداننا.  تستند هذه الاتفاقية إلى أولويات مأخوذة مباشرة من خطة التنمية الاستراتيجية لتيمور - ليشتي 2012 - 2030 ، وتشمل التنمية الاقتصادية ، وتطوير البنية التحتية ، ورأس المال الاجتماعي ، وإطار المؤسسة 

## روابط خارجية
- بيتر جوب: السرد المتطور للإنكار: حكومة فريزر والإبادة الجماعية التيمورية ، 1975-1980 ، الدراسات الآسيوية النقدية ، المجلد. 50، 2018 العدد 3.
- تيمور الشرقية

قالب:Foreign relations of East Timor